# Света Петка
Света́ Пе́тка (болг. Света Петка) — село в Пазарджицькій області Болгарії. Входить до складу общини Велинград.

## Населення
За даними перепису населення 2011 року у селі проживали 1544 особи.
Національний склад населення села:
| Національність   | Кількість осіб | Відсоток |
| ---------------- | -------------- | -------- |
| болгари          | 707            | 68,0%    |
| турки            | 264            | 25,4%    |
| інша             | 47             | 4,5%     |
| Всього відповіли | 1040           |          |

Розподіл населення за віком у 2011 році:
Динаміка населення: